# Arturo Vidal
Arturo Vidal vagy teljes nevén Arturo Erasmo Vidal Pardo (Santiago de Chile, Chile, 1987. május 22. –) chilei
válogatott labdarúgó, a brazil Flamengo játékosa, posztját tekintve
középpályás.
Pályafutása során játszott még a Colo Colo, és a Bayer 04 Leverkusen csapatában. A szerződése a Bayern Münchennél 2019-ig szólt, de nem töltötte ki. 2018 és 2020 nyara között az FC Barcelona játékosa volt, majd ezt követően az olasz Interhez szerződött.

## Pályafutása

### Colo-Colo
Arturo Vidal 1987-ben született Chile fővárosában, Chilében. A Colo-Colo csapatánál kezdte pályafutását. Első profi meccse a 2006-os Torneo Apertura döntőjének első mérkőzésén volt az ősi rivális Universidad de Chile ellen, ahol a meccs vége felé állt be csereként Gonzalo Fierro helyére. A Colo-Colo 2–1-re győzött, amellyel megnyerte a bajnokságot. A következő idényben Vidal három gólt szerzett a Copa Sudamericana 2006-os kiírásában. Jó szereplése felkeltette a különböző európai klubok figyelmét.

### Bayer Leverkusen
Vidal teljesítménye az U20-as világbajnokságon meggyőzte a német Bayer Leverkusen igazgatóját, Rudi Völlert, aki személyesen utazott el Chilébe, hogy ajánlatot tegyen neki. 2007-ben a két klub ezután 11 millió dolláros díjban állapodott meg, amellyel megelőzte a korábbi nemzeti rekordert, Matías Fernández 9 millió dolláros átigazolási díját a Villareálba.
Vidal sérülés miatt kihagyta a szezon első meccsét, de később hamar bekerült a kezdőbe, és 2007. augusztus 19-én debütált a Hamburger SV elleni idegenbeli vereségben. Március 8-án a VfL Bochum elleni meccsen agyrázkódást szenvedett és egy hónapot kellett kihagynia. Visszatérése után gólt szerzett a Mainz 05 elleni 4–1-re megnyert elődöntőben a német kupában. A fináléban a Leverkusen kikapott a Werder Brementől, így ezüstérmet szereztek a sorozatban.
A 2010–11-es szezonja volt az utolsó a klub színeiben. Hozzásegítette az egyesületet a Bundesliga második helyéhez, valamint két góllal is hozzájárult az Európa-liga nyolcaddöntőjébe való jutáshoz.
Összesen 144 mérkőzésen lépett pályára a német csapatban, ezeken a mérkőzéseken 21 gólt szerzett és 23 gólpasszt adott.

### Juventus

#### 2011–12-es szezon
A jó évada után több csapattal is kapcsolatba hozták, többek között Németországból is érdeklődött utána a Bayern München. 2011. július 22-én azonban 10,5 millió euróért csatlakozott az olasz élvonalbeli Juventushoz, ötéves szerződéssel.
2011. szeptember 11-én a szezon nyitómérkőzésén, a Parma ellen mutatkozott be a Serie A-ban, Alessandro Del Piero cseréjeként a második félidőben a klub új Stadionjában. A találkozó 4–1-es sikerrel ért véget a számukra. Első idényében 7 gólt szerzett és megszerezte az olasz bajnoki címet.

#### 2012–13-as szezon

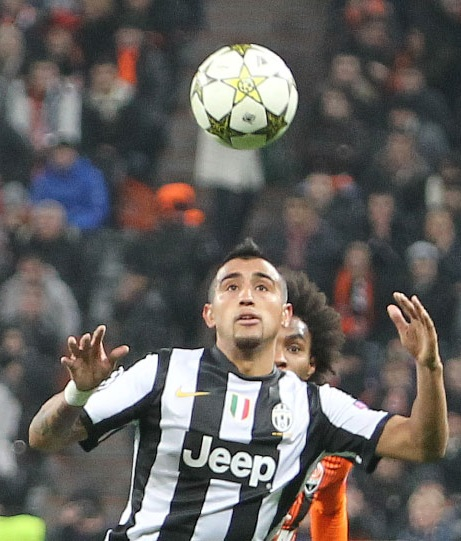
Vidal a Juventus mezében 2012 decemberében.

2012. augusztus 11-én a 2012-es olasz szuperkupában a 74. percben büntetőből volt eredményes. A Juventus a hosszabbításban 4–2-re legyőzte a Napolit a Pekingi Nemzeti Stadionban. Szeptember 19-én megszerezte első gólját a Bajnokok Ligájában az angol Chelsea elleni idegenbeli csoportmérkőzésen. Ezzel egyenlített, mivel az első félidőben kétgólós hátrányba kerültek. Végül 2–2-re fújták le a meccset. Miután zsinórban második bajnoki sikeréhez segítette a klubot, 10 bajnoki gólt szerzett, és 15 gólt mindent figyelembe véve. Az év végén a juventus.com honlapján regisztrált felhasználók "Az év játékosának" választották.

#### 2013–14-es szezon
2013. november 27-én a dán FC Kobenhavn ellen megszerezte az első BL-mesterhármasát. Ezzel ő lett az első Juventus-játékos, aki három gólt szerzett a legrangosabb európai kupában, Filippo Inzaghi 2000-es találatai óta a német Hamburger SV ellen. Később egészen 2017-ig aláírt egy új szerződést. 2014. február 27-én Vidal megszerezte első gólját az Európa-ligában a török Trabzonspor elleni 2–0-s győzelemmel a nyolcaddöntő visszavágóján. Ezzel segítve a Juventust a sorozat elődöntőjébe. Támadói szerepe megnőtt és összesen 11 gólt ért el a bajnokságban és még 7-et a különböző európai versenyorozatokban. A 2013–14-es kiírásban sorozatban harmadjára emelhette magasba a Serie A-trófeáját. A szezonja azonban idő előtt véget ért, mivel térdsérülést szenvedett.

#### 2014–15-ös szezon
Negyedik szezonjában a Juventusnál, Massimiliano Allegri menedzser ideje alatt Vidal előrehaladottabb szerepet kezdett játszani és sokkal több jutott neki a támadói szerepekből is. 2014. szeptember 24-én a Cesena ellen 3–0-ra megnyert meccsen szerezte első góljait a szezonban. November 30-án a helyi rivális Torino ellen a Derby della Molen büntetőből nyitotta meg a gólok sorát, majd segítette a Juventus második gólját is a 2–1-re megnyert összecsapáson. 2015. április 14-én, a 2014–15-ös Bajnokok Ligája negyeddöntőjének első mérkőzésén az AS Monaco ellen Vidal ismét büntetőt értékesített az 57. percben. Ezzel az egy góllal a Juventus továbbjutott, mivel összecsen csak ez az egy találat született a két mérkőzésen. Május 2-án ő szerezte a Sampdoria felett aratott 1–0-s sikerben az egyetlen gólt, amivel még inkább bebiztosította a Juventus, sorozatban negyedik Scudetto-sikerét. Május 20-án szerepelt a Lazio elleni 2–1-es győzelemben a 2015-ös olasz kupa döntőjében. 2015. június 6-án kezdett a 2015-ös Bajnokok Ligája döntőjében, ahol csapata 3–1-es vereséget könyvelhetett el a spanyol FC Barcelonától berlini Olimpiai Sadionban.
2015. július 15-én bekerült a 2015-ös UEFA "Legjobb európai játékosa" díjának 10 fős szűkített listájára, majd augusztus 12-én bejelentették, hogy nyolcadik helyezést ért a szavazáson.

### Bayern München

#### 2015–16-os szezon

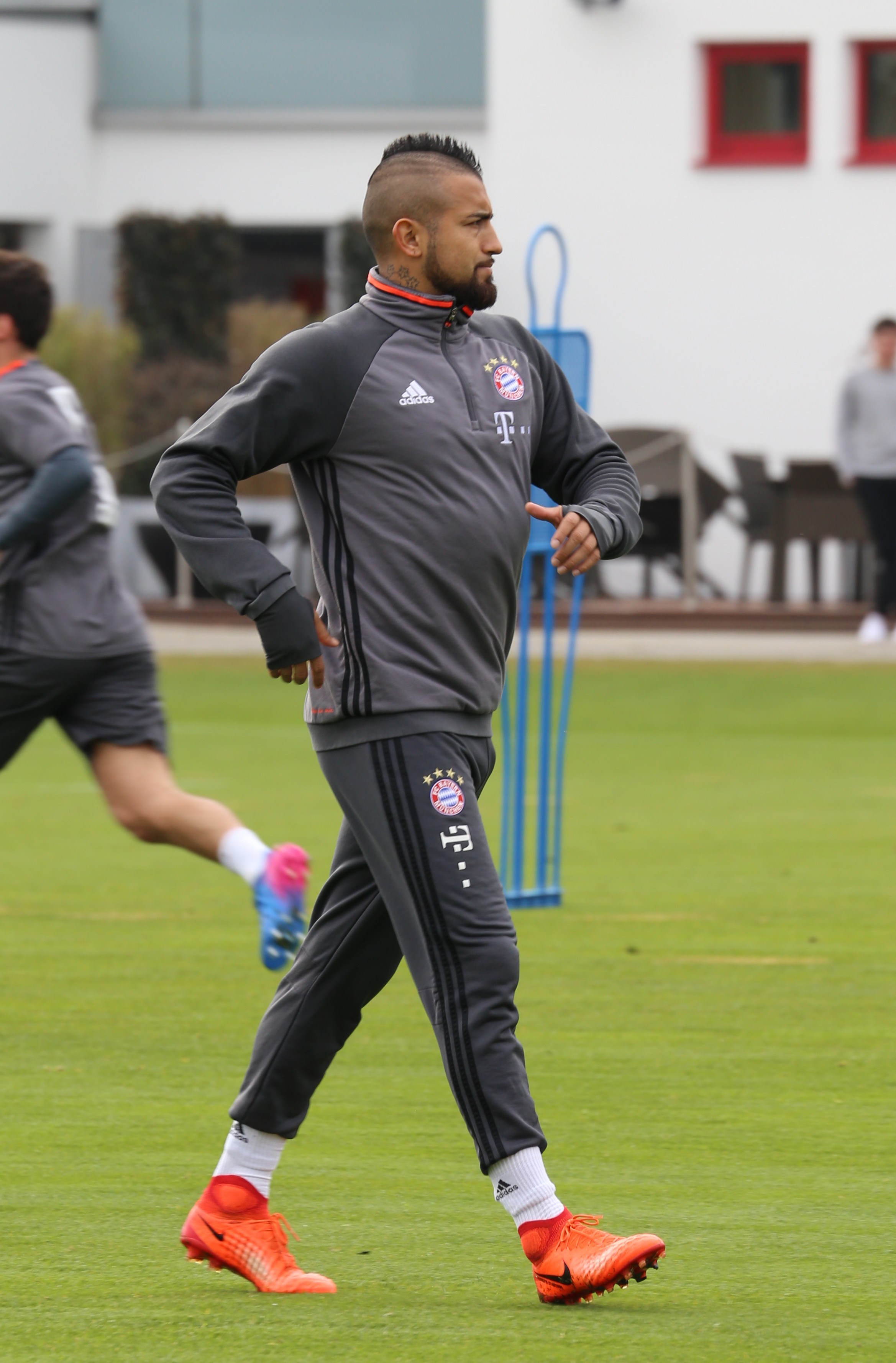
Vidal a Bayern szerelésében egy 2017-es edzésen.

2015. július 28-án visszatért a Bundesligába, és négy évre csatlakozott a FC Bayern Münchenhez 37 millió eurós díjért, plusz 3 milliós bónuszért. Négy nappal később, a 2015-ös német szuperkupában, a VfL Wolfsburg ellen mutatkozott be a Bayernben, Thiago 74. percében csereként. A mérkőzés 1–1-es döntetlennel zárult, majd a 11-es párbaj után a Wolfsburg nyert 5–4-re, ahol Vidal értékesítette a saját büntetőjét. Első gólját büntetőből érte el a német kupa első fordulójában az FC Nöttingen ellen. Szeptember 19-én megszerezte első bajnoki gólját a Bayern színeiben az SV Darmstadt elleni, idegenbeli 3–0-s győzelem során. November 26-án jelölték a 2015-ös UEFA "Legjobbjátékosa" díjára. A portugál Benfica elleni Bajnokok Ligája negyeddöntőjének első és második mérkőzésén is gólt szerzett.

#### 2016–17-es szezon
2016. augusztus 15-én megszerezte az első gólt a 2016-os német szuperkupa mérkőzésen, amikor 2–0-s győzelmet aratott a nagy rivális Borussia Dortmund ellen. Legelső fejes gólját a Mönchengladbach elleni 2–0-s győzelmen során érte el október 22-én. 2017. március 8-án két gólt szerzett az Arsenal elleni idegenbeli 5–1-es győzelmenben a Bajnokok Ligája legjobb 16 csapata között, a forduló visszavágóján. A Real Madrid elleni negyeddöntő visszavágón kiállították, mert megkapta a második sárgáját, mert szabálytalankodott Marco Asensio ellen, csapata pedig ismét vereséget szenvedett, és 4–2-re kikapott. A szezon utolsó fordulójában betalált az SC Freiburg elleni hazai 4–1-es győzelmen, csapata pedig először biztosította be, hogy az Allianz Arénában vereség nélkül vészeljen át egy egész bajnoki idényt 2008 óta először.

#### 2017–18-as szezon
Szeptember 20-án megszerezte első gólját a szezonban az FC Schalke 04 elleni idegenbeli 3–0-s győzelem során. Vidal a meccs egyetlen gólját az Eintracht Frankfurt elleni 1–0-s győzelmben. Október 26-án 100. alkalommal lépett pályára a klub színeiben az RB Leipzig elleni német kupa második fordulóban, ahol tizenegyesekkel arattak 5–4-es győzelmet. 2018. április 14-én edzés közben szenvedett térdsérülést és ez volt az utolsó hivatalos fellépése a Bayernben. Műtéten esett át, és a Bundesliga 2018–19-es előszezonjára már visszavárták volna, de időközben eligazolt.

### Barcelona
2018. augusztus 3-án az FC Barcelona bejelentette, hogy megállapodást kötött a Bayern Münchennel Vidal átigazolásáról. 2018. augusztus 6-án hivatalosan is hároméves szerződést írt alá a klubbal. Több sportlap és sporttal foglalkozó médium is különböző összegekről beszélt átigazolási díjaként, legtöbbször körülbelül 17 és 18 millió euróra tették azt, plusz bónuszok. Ennek ellenére a Barcelona nem nyilatkozott az átigazolási díjról, és a klub alelnöke, Jordi Mestre közölte, hogy a Bayern kérésére nem hozzák nyilvánosságra az összeget.
2018. augusztus 12-én debütált a klubban, miután csereként lépett pályára a Sevilla elleni 2–1-es győzelemben, a 2018-as spanyol szuperkupában. Október 28-án szintén csere volt az El Clásico 84. percében. Mindössze három perccel később Vidal megszerezte élete első gólját a Barcelonában, amellyel 5–1-re lezárta a rivális Real Madrid elleni hazai győzelmet a La Ligában. 2019. április 27-én segítette Lionel Messi győztes gólját a Levante ellen 1–0-ra megnyert meccsen, amellyel a csapat megszerezte a La Liga-bajnoki aranyérmet.
A 2019–20-as szezonban, 2020. augusztus 14-én Vidal egykori csapata, a Bayern München ellen a Bajnokok Ligája negyeddöntőjében a Barcelona történelmi, 8–2-es vereséget szenvedett el. Egyben ez volt Vidal utolsó találkozója a "gránátvörös-kék" szerelésben.

### Internazionale
2020. szeptember 22-én az FC Internazionale Milano és a Barcelona megerősítette Vidal átigazolását 1 millió euró ellenében. Négy nap után mutatkozott be az Inter mezében a Fiorentina elleni 4–3 során, ahol 15 perc játéklehetőséget kapott. 2021. január 13-án Vidal tizenegyesből szerezte első gólját a klubban pont a Fiorentina ellen az olasz kupában. Január 17-én megszerezte első Serie A-gólját a csapatában, amikor 2–0-ra nyertek a korábbi klubja, a Juventus ellen.
2022. július 11-én közös megegyezéssel felbontották szerződését, majd ezt követően egy ideig ingyen igazolható volt.

### Flamengo
2022. július 14-én Vidal ingyenes átigazolással csatlakozott a brazil Flamengo csapatához. Összesen 18 hónapos szerződést írt alá, amely 2023 decemberéig köti a klubhoz. Első gólját a "Mengao" színeiben július 30-án, az Atlético Goianiense elleni 4–1-re megnyert mérkőzésen szerezte.

### A válogatottban
Arturo Vidal pályafutása alatt több mint 100 alkalommal lépett pályára a Chilei válogatottban, ezeken a meccseken összesen 32 gólt szerzett. Első mérkőzését 2007-ben játszotta Argentína ellen. A nemzeti válogatottal ott volt a 2014-es Brazíliában lezajló világbajnokságon, a 2015-ös Copa Américán és a 2017-es konföderációs kupán is.
2017. augusztus 31-én bejelentette, hogy visszavonulhat a nemzeti csapattól, miután 0–3-ra kikaptak Paraguaytól. Október 11-én a Twitteren keresztül bejelentette végleges visszavonulását, miután utolsó selejtezőmérkőzésén 3–0-ra kikapott Brazíliától, és nem jutott ki a 2018-as világbajnokságra, de mindössze 24 óra elteltével visszavonta döntését, mondván, egy „harcos”, aki „soha nem hagyná el” Chilét.
A 2018. március 27-i, Dánia elleni barátságos mérkőzésen Vidal és Jean Beausejour lett a hatodik és hetedik játékos, aki 100-szor lépett pályára Chile színeiben.

## Sikerei, díjai

### Klubcsapatokban

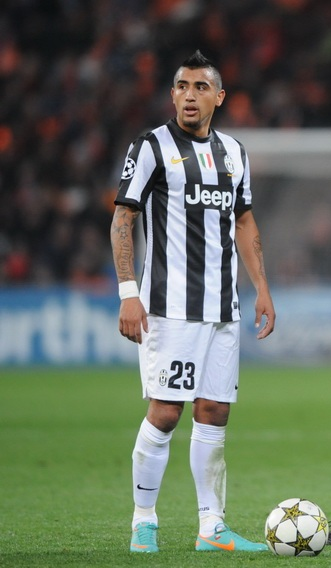
Arturo Vidal a Juventus mezében

Colo-Colo
- Chilei bajnok: A-2006, C-2006, A-2007, 2024
- Copa Sudamericana döntős: 2006

Juventus
- Olasz bajnok: 2011–12, 2012–13, 2013–14, 2014–15
- Olasz kupagyőztes: 2014–15
- Olasz szuperkupa-győztes: 2012, 2013
- Bajnokok ligája döntős: 2014–15

Bayern München
- Német bajnok: 2015–16, 2016–17, 2017–18
- Német kupagyőztes: 2015–16
- Német szuperkupa-győztes: 2016, 2017

Barcelona
- Spanyol bajnok: 2018–19
- Spanyol szuperkupa-győztes: 2018

Internazionale
- Olasz bajnok: 2020–21
- Olasz kupagyőztes: 2020–21
- Olasz szuperkupa-győztes: 2020–21

Flamengo
- Bazil kupa: 2022
- Libertadores-kupa: 2022[84]

### A válogatottban
Chile
- U20-as világbajnokság bronzérmes: 2007
- Copa América: 2015, 2016
- Konföderációs kupa döntős: 2017

## Statisztikái

### Klubcsapatokban
2022. november 12-én frissítve.
| Klub             | Szezon           | Bajnokság        | Bajnokság | Bajnokság | Kupa  | Kupa | Nemzetközi | Nemzetközi | Egyéb | Egyéb | Összesen | Összesen |
| Klub             | Szezon           | Bajnokság        | Mérk.     | Gól       | Mérk. | Gól  | Mérk.      | Gól        | Mérk. | Gól   | Mérk.    | Gól      |
| ---------------- | ---------------- | ---------------- | --------- | --------- | ----- | ---- | ---------- | ---------- | ----- | ----- | -------- | -------- |
| Colo-Colo        | 2005             | Primera División | 2         | 0         | —     | —    | —          | —          | —     | —     | 2        | 0        |
| Colo-Colo        | 2006             | Primera División | 19        | 0         | —     | —    | 12         | 3          | —     | —     | 31       | 3        |
| Colo-Colo        | 2007             | Primera División | 15        | 2         | —     | —    | 8          | 0          | —     | —     | 23       | 2        |
| Colo-Colo        | Összesen         | Összesen         | 36        | 2         | —     | —    | 20         | 3          | —     | —     | 56       | 5        |
| Bayer Leverkusen | 2007–08          | Bundesliga       | 24        | 1         | 0     | 0    | 9          | 0          | —     | —     | 33       | 1        |
| Bayer Leverkusen | 2008–09          | Bundesliga       | 29        | 3         | 6     | 3    | —          | —          | —     | —     | 35       | 6        |
| Bayer Leverkusen | 2009–10          | Bundesliga       | 31        | 1         | 1     | 0    | —          | —          | —     | —     | 32       | 1        |
| Bayer Leverkusen | 2010–11          | Bundesliga       | 33        | 10        | 2     | 1    | 9          | 2          | —     | —     | 44       | 13       |
| Bayer Leverkusen | Összesen         | Összesen         | 117       | 15        | 9     | 4    | 18         | 2          | —     | —     | 144      | 21       |
| Juventus         | 2011–12          | Serie A          | 33        | 7         | 2     | 0    | —          | —          | —     | —     | 35       | 7        |
| Juventus         | 2012–13          | Serie A          | 31        | 10        | 4     | 1    | 9          | 3          | 1     | 1     | 45       | 15       |
| Juventus         | 2013–14          | Serie A          | 32        | 11        | 1     | 0    | 12         | 7          | 1     | 0     | 46       | 18       |
| Juventus         | 2014–15          | Serie A          | 28        | 7         | 4     | 0    | 12         | 1          | 1     | 0     | 45       | 8        |
| Juventus         | Összesen         | Összesen         | 124       | 35        | 11    | 1    | 33         | 11         | 3     | 1     | 171      | 48       |
| Bayern München   | 2015–16          | Bundesliga       | 30        | 4         | 6     | 1    | 10         | 2          | 1     | 0     | 47       | 7        |
| Bayern München   | 2016–17          | Bundesliga       | 27        | 4         | 5     | 1    | 8          | 3          | 1     | 1     | 41       | 9        |
| Bayern München   | 2017–18          | Bundesliga       | 22        | 6         | 5     | 0    | 7          | 0          | 1     | 0     | 35       | 6        |
| Bayern München   | Összesen         | Összesen         | 79        | 14        | 16    | 2    | 25         | 5          | 3     | 1     | 123      | 22       |
| Barcelona        | 2018–19          | La Liga          | 33        | 3         | 8     | 0    | 11         | 0          | 1     | 0     | 53       | 3        |
| Barcelona        | 2019–20          | La Liga          | 33        | 8         | 2     | 0    | 7          | 0          | 1     | 0     | 43       | 8        |
| Barcelona        | Összesen         | Összesen         | 66        | 11        | 10    | 0    | 18         | 0          | 2     | 0     | 96       | 11       |
| Internazionale   | 2020–21          | Serie A          | 23        | 1         | 3     | 1    | 4          | 0          | —     | —     | 30       | 2        |
| Internazionale   | 2021–22          | Serie A          | 28        | 1         | 5     | 0    | 7          | 1          | 1     | 0     | 41       | 2        |
| Internazionale   | Összesen         | Összesen         | 51        | 2         | 8     | 1    | 11         | 1          | 1     | 0     | 71       | 4        |
| Flamengo         | 2022             | Série A          | 15        | 2         | 6     | 0    | 5          | 0          | —     | —     | 26       | 2        |
| Flamengo         | Összesen         | Összesen         | 15        | 2         | 6     | 0    | 5          | 0          | —     | —     | 26       | 2        |
| Karrier összesen | Karrier összesen | Karrier összesen | 488       | 81        | 60    | 8    | 131        | 22         | 9     | 2     | 688      | 113      |

### A válogatottban
2022. november 20-án frissítve.
| Chile    | Chile    | Chile |
| Év       | Mérkőzés | Gól   |
| -------- | -------- | ----- |
| 2007     | 8        | 0     |
| 2008     | 6        | 0     |
| 2009     | 7        | 1     |
| 2010     | 7        | 1     |
| 2011     | 11       | 1     |
| 2012     | 5        | 1     |
| 2013     | 8        | 4     |
| 2014     | 10       | 1     |
| 2015     | 11       | 4     |
| 2016     | 13       | 7     |
| 2017     | 12       | 3     |
| 2018     | 7        | 3     |
| 2019     | 10       | 2     |
| 2020     | 4        | 4     |
| 2021     | 12       | 0     |
| 2022     | 6        | 1     |
| Összesen | 137      | 33    |

### Góljai a válogatottban
| #   | Dátum               | Helyszín                                                       | Ellenfél     | Gól | Végeredmény | Verseny                          |
| --- | ------------------- | -------------------------------------------------------------- | ------------ | --- | ----------- | -------------------------------- |
| 1.  | 2009. szeptember 5. | Estadio Monumental David Arellano, Santiago, Chile             | Venezuela    | 1–0 | 2–2         | 2010-es világbajnokság-selejtező |
| 2.  | 2010. november 17.  | Estadio Monumental David Arellano, Santiago, Chile             | Uruguay      | 2–0 | 2–0         | Barátságos mérkőzés              |
| 3.  | 2011. július 4.     | Estadio del Bicentenario, San Juan, Argentína                  | Mexikó       | 2–1 | 2–1         | 2011-es Copa América             |
| 4.  | 2012. június 2.     | Estadio Hernando Siles, La Paz, Bolívia                        | Bolívia      | 2–0 | 2–0         | 2014-es világbajnokság-selejtező |
| 5.  | 2013. június 7.     | Estadio Defensores del Chaco, Asunción, Paraguay               | Paraguay     | 2–0 | 2–1         | 2014-es világbajnokság-selejtező |
| 6.  | 2013. június 11.    | Estadio Nacional, Santiago, Chile                              | Bolívia      | 3–1 | 3–1         | 2014-es világbajnokság-selejtező |
| 7.  | 2013. szeptember 6. | Estadio Nacional, Santiago, Chile                              | Venezuela    | 3–0 | 3–0         | 2014-es világbajnokság-selejtező |
| 8.  | 2013. október 11.   | Estadio Metropolitano Roberto Meléndez, Barranquilla, Kolumbia | Kolumbia     | 1–0 | 3–3         | 2014-es világbajnokság-selejtező |
| 9.  | 2014. október 14.   | Estadio Municipal Francisco Sanchez Rumoroso, Coquimbo, Chile  | Bolívia      | 2–2 | 2–2         | Barátságos mérkőzés              |
| 10. | 2015. június 11.    | Estadio Nacional, Santiago, Chile                              | Ecuador      | 1–0 | 2–0         | 2015-ös Copa América             |
| 11. | 2015. június 15.    | Estadio Nacional, Santiago, Chile                              | Mexikó       | 1–1 | 3–3         | 2015-ös Copa América             |
| 12. | 2015. június 15.    | Estadio Nacional, Santiago, Chile                              | Mexikó       | 3–2 | 3–3         | 2015-ös Copa América             |
| 13. | 2015. november 12.  | Estadio Nacional, Santiago, Chile                              | Kolumbia     | 1–0 | 1–1         | 2018-as világbajnokság-selejtező |
| 14. | 2016. március 29.   | Estadio Agustín Tovar, Barinas, Venezuela                      | Venezuela    | 3–1 | 4–1         | 2018-as világbajnokság-selejtező |
| 15. | 2016. március 29.   | Estadio Agustín Tovar, Barinas, Venezuela                      | Venezuela    | 4–1 | 4–1         | 2018-as világbajnokság-selejtező |
| 16. | 2016. június 10.    | Gillette Stadion, Foxborough, Egyesült Államok                 | Bolívia      | 1–0 | 2–1         | Copa América Centenario          |
| 17. | 2016. június 10.    | Gillette Stadion, Foxborough, Egyesült Államok                 | Bolívia      | 2–1 | 2–1         | Copa América Centenario          |
| 18. | 2016. szeptember 1. | Estadio Defensores del Chaco, Asunción, Paraguay               | Paraguay     | 1–2 | 1–2         | 2018-as világbajnokság-selejtező |
| 19. | 2016. október 11.   | Estadio Nacional, Santiago, Chile                              | Peru         | 1–0 | 2–1         | 2018-as világbajnokság-selejtező |
| 20. | 2016. október 11.   | Estadio Nacional, Santiago, Chile                              | Peru         | 2–1 | 2–1         | 2018-as világbajnokság-selejtező |
| 21. | 2017. június 2.     | Estadio Nacional, Santiago, Chile                              | Burkina Faso | 1–0 | 3–0         | Barátságos mérkőzés              |
| 22. | 2017. június 2.     | Estadio Nacional, Santiago, Chile                              | Burkina Faso | 2–0 | 3–0         | Barátságos mérkőzés              |
| 23. | 2017. június 18.    | Otkrityije Aréna, Moszkva, Oroszország                         | Kamerun      | 1–0 | 2–0         | 2017-es konföderációs kupa       |
| 24. | 2018. március 24.   | Friends Arena, Solna, Svédország                               | Svédország   | 1–0 | 2–1         | Barátságos mérkőzés              |
| 25. | 2018. november 20.  | Estadio Germán Becker, Temuco, Chile                           | Honduras     | 1–0 | 4–1         | Barátságos mérkőzés              |
| 26. | 2018. november 20.  | Estadio Germán Becker, Temuco, Chile                           | Honduras     | 2–0 | 4–1         | Barátságos mérkőzés              |
| 27. | 2019. július 6.     | Arena Corinthians, São Paulo, Brazília                         | Argentína    | 1–2 | 1–2         | 2019-es Copa América             |
| 28. | 2019. október 15.   | Estadio José Rico Pérez, Alicante, Spanyolország               | Guinea       | 3–1 | 3–2         | Barátságos mérkőzés              |